# Landschaft mit Windmühle
Landschaft mit Windmühle ist der Titel eines Gemäldes von Jacob van Ruisdael aus dem Jahr 1646. Das Frühwerk des Künstlers zeigt eine Bockwindmühle im Vordergrund, dahinter eine Wiesenlandschaft und am Horizont die Dünen der Nordseeküste bei Haarlem, der Heimatstadt des Malers. Das Bild befindet sich im Cleveland Museum of Art in Cleveland, Ohio.

## Beschreibung
Das Gemälde ist in der Maltechnik Öl auf Holz ausgeführt und hat die Maße 49,5 × 68,5 cm. Unten rechts befinden sich Signatur und Datierung des Malers: JvR 1646.
Hauptgegenstand ist eine Bockwindmühle, die sich hinter einem Gewässer im Vordergrund des Bildes erhebt. Sie ist in leichter Untersicht, umgeben von Bäumen und Buschwerk eines Gartens mit Lattenzaun und repräsentativem Eingangstor, dargestellt. Rechts der Mühle befindet sich ein Haus mit rauchendem Schornstein. In der linken Bildhälfte öffnet sich eine weite Wiesenlandschaft mit zwei Wanderern, die auf dem Weg am Mühlenanwesen vorbeigehen. Auf der Wiese hinter ihnen sind Tuchbahnen zum Bleichen ausgelegt. Links davon und im Hintergrund liegen baumumstandene Bauernhäuser. Ganz im Hintergrund, am tiefen Horizont, sind Dünen aus weißem Sand erkennbar. Dargestellt ist vermutlich die Umgebung von Haarlem. Die Mühle hebt sich silhouettenhaft vom bewölkten Himmel ab und erhält dadurch eine leicht dramatische Wirkung. Es weht kein Wind, wie die Rauchfahne über dem Schornstein verdeutlicht. Das Licht der abendlichen Sonne beleuchtet die ansonsten friedliche Szene.

## Geschichte und Deutung
Dieses Bild von 1646 gehört zu den frühen Werken des Künstlers und ist in seiner Komposition noch dem Stil seines Onkels und Lehrers Salomon van Ruysdael nachempfunden. Es gibt vier Zeichnungen von Ruisdael, wahrscheinlich aus seinem Skizzenheft, heute in der Dresdner Gemäldegalerie, die dieses Motiv wiederholen. Die Komposition umfasst eine „Nahform“ am Bildrand und eine gegenüberliegende Fernsicht. Dieses Prinzip taucht immer wieder in Landschaftsbildern Ruisdaels auf. Allerdings unterscheidet er sich von seinem Onkel Salomon und seinen Zeitgenossen schon früh in der Darstellung der Vegetation. Haben jene mehr oder weniger Pflanzen stilisiert und vereinfacht durch die immer gleiche Pinselführung gemalt, arbeitet Jacob van Ruisdael völlig exakt in der Pflanzendarstellung. Seine Bäume und Büsche sind nach der Natur gemalt, die Arten mit ihrem Blattwerk und ihren Wuchsformen sind genau zu unterscheiden. Eine andere Abgrenzung stellt seinen Hang zur Monumentalität dar, hier ist es die Überhöhung der Windmühle, ein Motiv, dass Ruisdael bis zum Ende immer wieder aufgegriffen hat und immer ein Hauptgegenstand des Bildes ist.
Vielleicht sah der Künstler in der Windmühle ein Sinnbild der Macht Gottes, die sich in der Abhängigkeit des Menschen in seinem Wohlergehen und Reichtum von den Kräften der Natur und damit von Gott zeigt. Die Ingenieurkunst, die die Windmühle hervorgebracht hatte, sei es zum Mahlen von Korn, sei es zur Trockenlegung von Gewässern oder zur Gewinnung von Weideland in der Polderwirtschaft, brachte den Menschen sichere Lebensverhältnisse und Reichtum. In Emblembüchern der religiösen Erbauungsliteratur jener Zeit veröffentlichte der niederländische Buchdrucker und Graveur Zacharias Heyns 1625 in Rotterdam Drucke mit dem Titel Emblemata. Dort erscheinen Windmühlen als Sinnbild zu dem Wahlspruch Spiritus vivificat. De letter doot maer den Geeſt maect levendich. (Der Buchstabe tötet, der Geist macht lebendig). Der Spruch stammt aus der Bibel (Zweiter Korintherbrief, Kapitel 3, Vers 6).

## Provenienz und Ausstellungen
Laut der in der Literatur angegebenen Provenienz waren die Eigentümer Francis, Frederick und Herbert Cook, die Besitzer der Cook Collection. Versteigert wurde diese Sammlung am 25. November 1966 beim Auktionshaus Christie’s in London. Das Bild wurde damals noch als Nachfolger von Ruisdael angesehen. Es ging an die Kunsthandlung F. Kleinberger & Co, New York. 1967 erwarb es der Mr. and Mrs. William H. Marlatt Fund, der es dem Cleveland Museum of Art als Leihgabe überließ.
Ausstellungen
- 1946: Dutch and Flemish paintings of the seventeenth century from the Cook Collection. August bis September, in der Usher Art Gallery in Lincoln[5]
- 1964–1966: Manchester City Art Gallery, Manchester
- 2011: Jacob van Ruisdael landscapes im Cleveland Museum of Art[6]